# Lijst van vlaggen van Ethiopische deelgebieden
Dit artikel bevat een lijst van vlaggen van Ethiopische deelgebieden. Ethiopië bestaat uit twaalf regio's of staten en twee bestuurlijk onafhankelijke steden.

## Vlaggen van regio's (kililoch)

Afar
Amhara
Benishangul-Gumuz
Gambela
Harari
Oromia
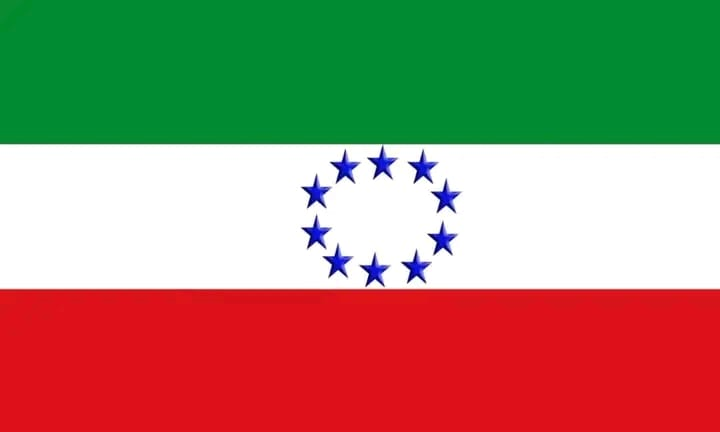
Regionale staat Centraal Ethiopië
Regionale staat Zuid Ethiopië
Regionale staat Zuid-West Ethiopië
Sidama
Somali
Tigray

## Vlaggen van bestuurlijk onafhankelijke steden (astedader akababiwach)

Addis Abeba
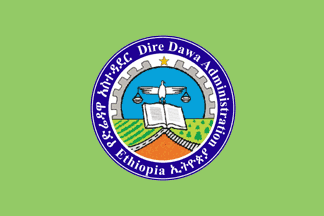
Dire Dawa

## Vlaggen van voormalige regio's

Yedebub Biheroch Bihereseboch na Hizboch